# José María Caro Rodríguez
José María Caro Rodríguez (né le 23 juin 1866 à Pichilemu en Chili, et mort le 4 décembre 1958 à Santiago du Chili), est un cardinal chilien de l'Église catholique, nommé par le pape Pie XII. Il est le premier cardinal chilien.

## Biographie
Il est le fils de José María Caro Martínez, homme politique, maire de Pichilemu.
José María Caro Rodríguez étudie à Santiago et à Rome. Il effectue un travail pastoral à Santiago et enseigne au séminaire diocésain. 
Il est nommé évêque titulaire de Mylasa (de) en 1912 et transféré au diocèse de La Serena en 1937. Le diocèse est promu archidiocèse en 1939. La même année, il est transféré à l'archidiocèse de Santiago du Chili. 
Le pape Pie XII le crée cardinal au consistoire du 18 février 1946. Le cardinal Caro Rodriguez participe au conclave de 1958, à l'issue duquel Jean XXIII est élu.
Il est connu pour ses opinions antimaçonniques qui donnèrent lieu à un livre, El Misterio de la Masonería.

## Publications
- Fundamentos de la Fe
- Porque Creo
- El Matrimonio Cristiano
- El Misterio de la Masonería, Texte en ligne
- La Iglesia y los Obreros
- ¡Misterio! Descorriendo el velo, Texte en ligne